# 大湯環状列石
大湯環状列石（おおゆかんじょうれっせき）は、秋田県鹿角市十和田大湯にある縄文時代後期の大型の配石遺跡である。
国の特別史跡に指定されている。2021年（令和3年）7月27日、「北海道・北東北の縄文遺跡群」の構成資産の一つとして世界遺産に登録された。環状石籬（かんじょうせきり）やストーンサークルとも呼ばれる。

## 概要

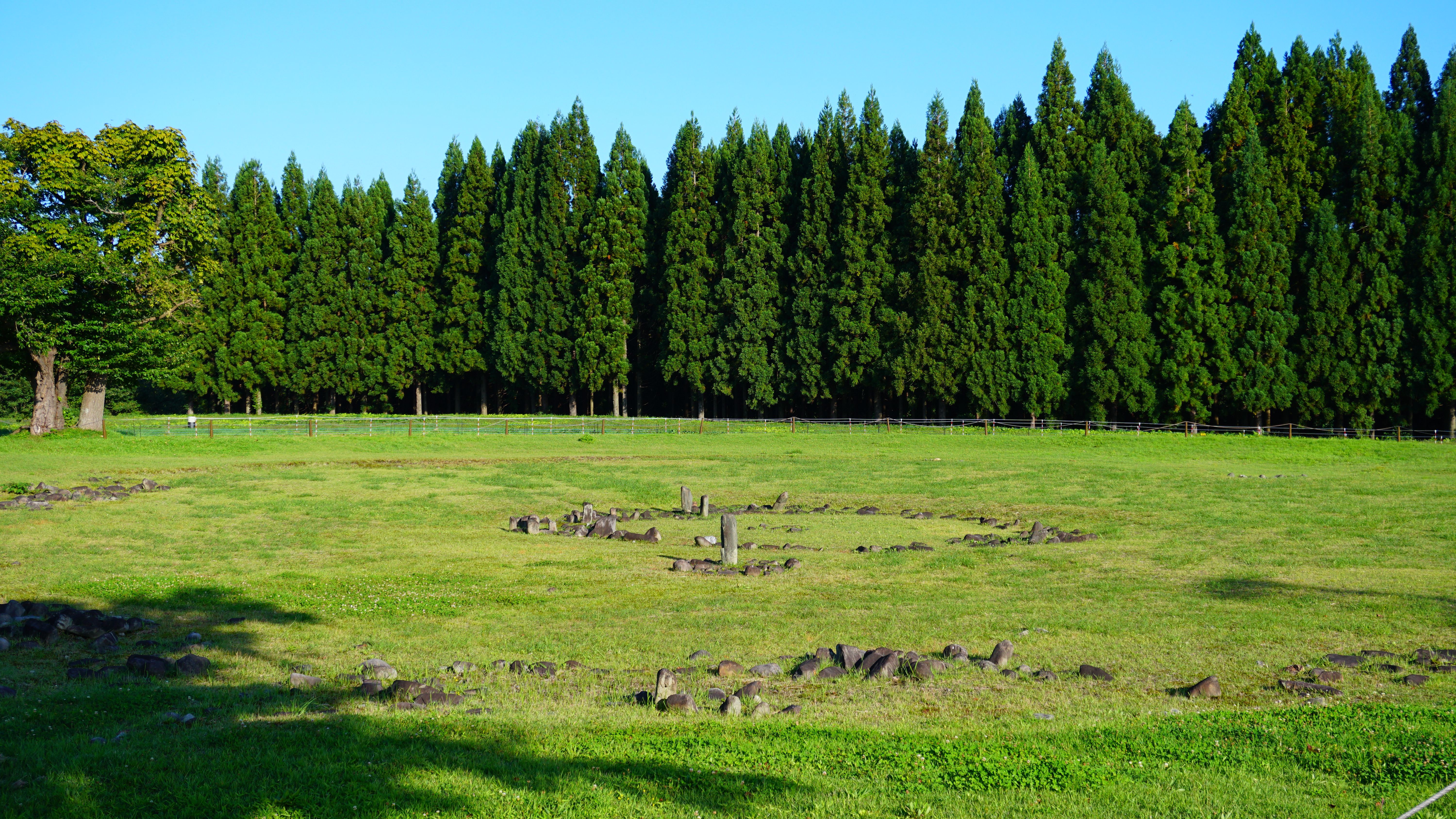
野中堂遺跡

遺跡は1931年（昭和6年）に発見され、約130メートルの距離をおいて東西に対峙する野中堂と万座の環状列石で構成されている。この遺跡を全国的に有名にしたのは、太平洋戦争終戦直後の1946年（昭和21年）の発掘調査を、『科学朝日』が紹介したことである。そして、1951年（昭和26年）と1952年（昭和27年）には、文化財保護委員会と秋田県教育委員会が主体となって、本格的な学術調査が実施されている。
この遺跡は、山岳丘陵の末端にのびる舌状台地の先端部に造られており、河原石を菱形や円形に並べた組石の集合体が外帯と内帯の二重の同心円状（環状）に配置されている配石遺構である。その外輪と内輪の中間帯には、一本の立石を中心に細長い石を放射状に並べ、その外側を川原石で三重四重に囲んでいる。その形から「日時計」といわれており、万座と野中の両方の遺跡にある。
大きい方の万座遺跡の環状直径は最大52メートルもあり現在発見されている中で日本で最大のストーンサークルである。小さい方の野中堂遺跡の環状直径は最大44メートルである。組石は大きいほうの万座では48基、野中堂のほうは44基ある。中央の立石は大湯の東方約7-8キロメートルにある安久谷（あくや）川から運んだと推定されており、労働力の集中が見られる。
遺跡の使用目的に関しては諸説あるが、近くには構造が似ている一本木後ロ遺跡があり、これは墓であることが調査によって明らかになっており、またそれぞれの配石遺構の下から副葬品をともなう土坑が検出されたため大規模な共同墓地と考えられている。さらに1948年（昭和23年）から始まった万座の周辺調査から掘立柱建物跡群が巡らされていたことが明らかになり、これらは墓地に附属した葬送儀礼に関する施設ではないかと推測されている。
大湯環状列石には日時計状組石があり、この環状列石中心部から日時計中心部を見た方向が夏至の日に太陽が沈む方向になっている。このような組石は北秋田市の伊勢堂岱遺跡にもある。

### 大湯環状列石の配石が夏至の日没線に沿って構築されている説の詳細
1956年（昭和31年）に、川口重一は、野中堂環状列石の中心と日時計状配石、万座環状列石の中心と日時計状配石との4点を結んだ線が、夏至の太陽の日没線と一致することを発表した。当初川口説は、アカデミズムに受け入れられることはなかったが、1994年（平成6年）に、小林達雄や冨樫泰時によって再評価されて正しいことが確認され、この川口説が広まり、マスメディアなどでも取り上げられた。しかし、2022年（令和4年）に平津豊によって、大湯環状列石の配石は夏至の日没線とは一致しないことが発表された。川口が見た文化財保護委員会の『大湯環状列石』の図版3、4の方位の表記が間違っており、正しい図面ではなかったこと、また、鹿角市教育委員会の『特別史跡大湯環状列石』 の図面も正しくないことが原因である。正しい方位で検証すると、例えば万座の日時計状組石は、中心から289°　の位置にあり、環状列石が造られたBC2000年の夏至の太陽の日没線は302°なので、13°も異なっており、大湯環状列石の配石が夏至の日没線に沿って構築されているとは言えない。
これら、縄文時代後期に見られる環状列石の遺跡は、縄文時代前期以降に出現し、中期に隆盛した「環状集落」を起源としており、中央広場の墓域が石のモニュメントを伴うようになって次第に発達し、周囲の住居群の規模が縮小することで祭祀の場として独立して成立したと考えられている。谷口康浩は、縄文中期段階では環状集落構造の一部であった中央広場の集団墓が、後期以降、列石という視覚的な誇張を伴って巨大な祭祀モニュメントとして拡大していった背景に、大規模な土木工事や祭祀挙行、およびそれを運営する「指導力」ないし「威信」の存在を想定し、社会階層化を伴う縄文時代社会の構造変化があったのではないかと指摘している。
大湯環状列石の北東には黒又山があり、大湯環状列石からはきれいな三角形に見える。黒又山にも何らかの人工的配石遺構などがあるのではないかとする推測もあり、大湯環状列石との関連の可能性が一部より指摘されている。
ガイダンス施設として大湯ストーンサークル館がある。
現状では、野中堂と万座の間は秋田県道66号十二所花輪大湯線で分断され電柱もあるため、ユネスコの諮問機関からもこれらの「不適切な構造物」の撤去が求められており、市では2021年から迂回ルートの検討を始めている。

### 出土遺物
周囲には掘立柱建物跡が巡らされており、その外側にもいろいろな配石遺構、竪穴建物跡、貯蔵穴、捨て場などがある。
土器・石器、その他土偶・鐸形（たくがた）土製品・きのこ形や動物形などの土製品・石製品、動物形付土器、三角形岩版、土版など使用目的のわからない遺物も出土している。
長方形に穴で人体を模したと考えられている土版は、「どばんくん」の愛称で親しまれてグッズ製品も売り出されている。土版の表裏に開いている穴は口や目、また1から6までの数を表現していると考えられている。内部には、消化管を表したと考えられる口から底部までつながる貫通孔があることが、2022年にレプリカを作るための過程でＣＴスキャン撮影により発見された。

## 環状列石に類似する遺構
縄文時代後期の集団墓に、石・木・土を環状に並べた遺跡が確認されている。
環状土籬
北海道知床半島の基部にある斜里郡斜里町の朱円遺跡（しゅえんいせき）や千歳市郊外のキウス遺跡は、巨大な土堤を巡らした周堤墓であり、環状土籬（かんじょうどり）と呼ばれている。キウス遺跡には、周堤墓が14カ所あり、周堤の外径が74メートル、高さが5メートルに達するところもある。周堤の内部には土壙だけでなく立石の伴う遺跡もある。
環状木柱列
巨木柱を環状に配置した遺構も確認されている。金沢市新保本町のチカモリ遺跡では直径50 - 85 cmのクリ材による直径7メートルの遺構、富山県小矢部市の桜町遺跡では縄文晩期の直径30 - 60 cmのクリ材10本を用いた直径6メートルの遺構など全国で十数例が見つかっている。これらは環状木柱列（かんじょうもくちゅうれつ、ウッドサークル）と呼ばれている。これらは墓地遺跡ではなく祭祀遺跡の可能性の方が強い。
いずれも縄文時代の葬送や祭祀にかかわる遺構とみられ、世界的に広がるストーンサークルやウッドサークルとともに人類に普遍的な円環の思想をそこに看取し、注目する立場がある。
他にも、大湯の環状列石と鹿児島県指宿市山川成川（旧山川町）の成川遺跡の立石土壙墓とは、中央に円柱状の石を立てている点で共通性がある。ただし、成川遺跡などの薩摩半島南端部に分布する立石土壙墓は、弥生時代中期後半～終末期に位置付けられるもので、年代が大きく異なっている。

## アクセス
- JR花輪線 鹿角花輪駅より秋北バス「大湯温泉」行きで約30分、「環状列石前」下車
- 十和田南駅よりタクシーで約10分
- 東北自動車道十和田ICより車で約10分
- 大館能代空港より乗合タクシー（通年運行、予約制）
  - 「十和田湖号」で大湯温泉郷下車（1時間15分）、秋北バス「花輪営業所」行きで「環状列石前」下車
  - 「玉川温泉号」で花輪地区下車（1時間5分）、秋北バス「大湯温泉」行きで「環状列石前」下車